# Viracocha

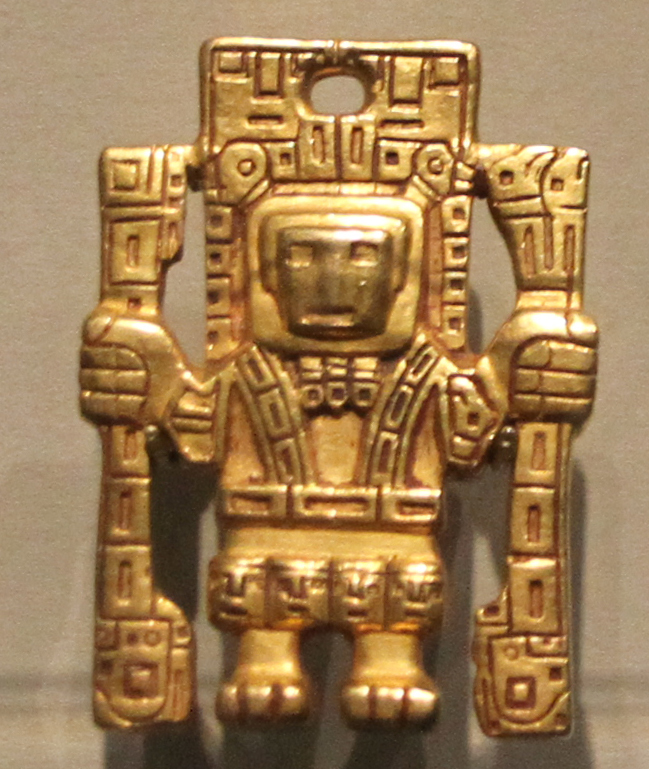
Een gouden hanger met de beeltenis van Viracocha (National Museum of the American Indian)

Viracocha of Wiraqocha (Quechua voor Vet- of Schuim-Meer) was de oppergod bij de Inca's. Hij was ook de scheppingsgod die het heelal bezielde door iedereen leven in te blazen. Als een enigszins afstandelijke god liet hij de dagelijkse gang van zaken over aan andere goden zoals Inti en Illapa.
Hij werd alleen geëerd bij de kroning van een koning en die offers waren vooral kinderoffers.

## Mythisch wezen
Viracocha wordt beschouwd als een mythisch wezen. In Tiwanaku, gelegen nabij het Titicacameer, staan nog steeds enorme beelden die Viracocha voorstellen. Opvallend aan deze markante beelden zijn de grote ogen. In zijn handen draagt hij meestal een afbeelding van de jaguar en van de tweekoppige slang. 
Hurin-dynastie: Manco Cápac · Sinchi Roca · Lloque Yupanqui · Mayta Cápac · Cápac Yupanqui

Hanan-dynastie: Inca Roca · Yáhuar Huácac · Viracocha Inca · Pachacuti · Túpac Inca Yupanqui · Huayna Capac · Huáscar · Atahualpa · Túpac Huallpa

Heersers in Vilcabamba: Manco Inca Yupanqui · Sayri Túpac · Titu Cusi Yupanqui · Túpac Amaru